# Anders Villadsen
Anders Villadsen (* 29. April 1964) ist ein dänischer Filmeditor. Er ist seit 1995 im Filmgeschäft aktiv und war bislang an rund 50 Film- und Fernsehproduktionen beteiligt. Mehrere Male arbeitete er mit Anders Thomas Jensen zusammen.

## Filmografie (Auswahl)
- 1998: Wahlnacht (Kurzfilm) (Valgaften)
- 2000: Blinkende Lichter (Blinkende Lygter)
- 2001: Shake It All About (En kort en lang)
- 2003: Dänische Delikatessen (De grønne slagtere)
- 2005: Adams Äpfel (Adams æbler)
- 2007: Bedingungslos (Kærlighed på film)
- 2007: Arn – Der Kreuzritter (Arn – Tempelriddaren)
- 2009: Das Ende der Welt (Ved verdens ende)
- 2009: Deliver Us From Evil (Fri os fra det onde)
- 2010: Karla und Jonas (Karla og Jonas)
- 2015: Men & Chicken (Mænd & Høns)
- 2012: Possession – Das Dunkle in dir (The Possession)
- 2019: Winterreise (Vinterrejse)
- 2021: Das Bombardement (Skyggen i mit øje)

## Preise und Auszeichnungen
- 2008: Robert – Bester Schnitt für Bedingungslos